# Sacks-spirál

Az első tízezer szám Sacks-spirálja; a prímeket sötétebb pöttyök jelölik

A Sacks-spirál az Ulam-spirál egy variánsa, amiben a természetes számokat egy arkhimédészi spirál mentén írják fel úgy, hogy két négyzetszám között éppen egy teljes fordulat telik el. Az Ulam-spirál átlói, amelyek a vártnál sűrűbben tartalmaznak prímszámokat, itt görbéknek felelnek meg. A spirált Robert Sacks találta ki 1994-ben.

## Külső hivatkozások
- (angolul) NumberSpiral.com
- (angolul) The Sacks Number Spiral